# Stratiomyinae
Stratiomyinae (лат.) — подсемейство насекомых семейства мух-львинок.

## Описание
Голова при виде спереди в основном эллиптическая. Глаза голые или густо волосистые; голоптические у самцов и дихоптические у самок. Жгутик усиков состоит из пяти или шести члеников; терминальный сегмент на вершине заостренный, тупой или ребристый. Хоботок обычно коленчатый. Скутеллюм с двумя шипами по заднему краю. Жилка R4 и поперечная жилка r-m отчетливо присутствуют, но иногда не развиты; несколько М-жилок отходят от дискальной ячейки, большей частью слабые к краю крыла. Брюшко обычно круглое и крупное, иногда удлиненное или выпуклое, состоящее из пяти видимых сегментов.

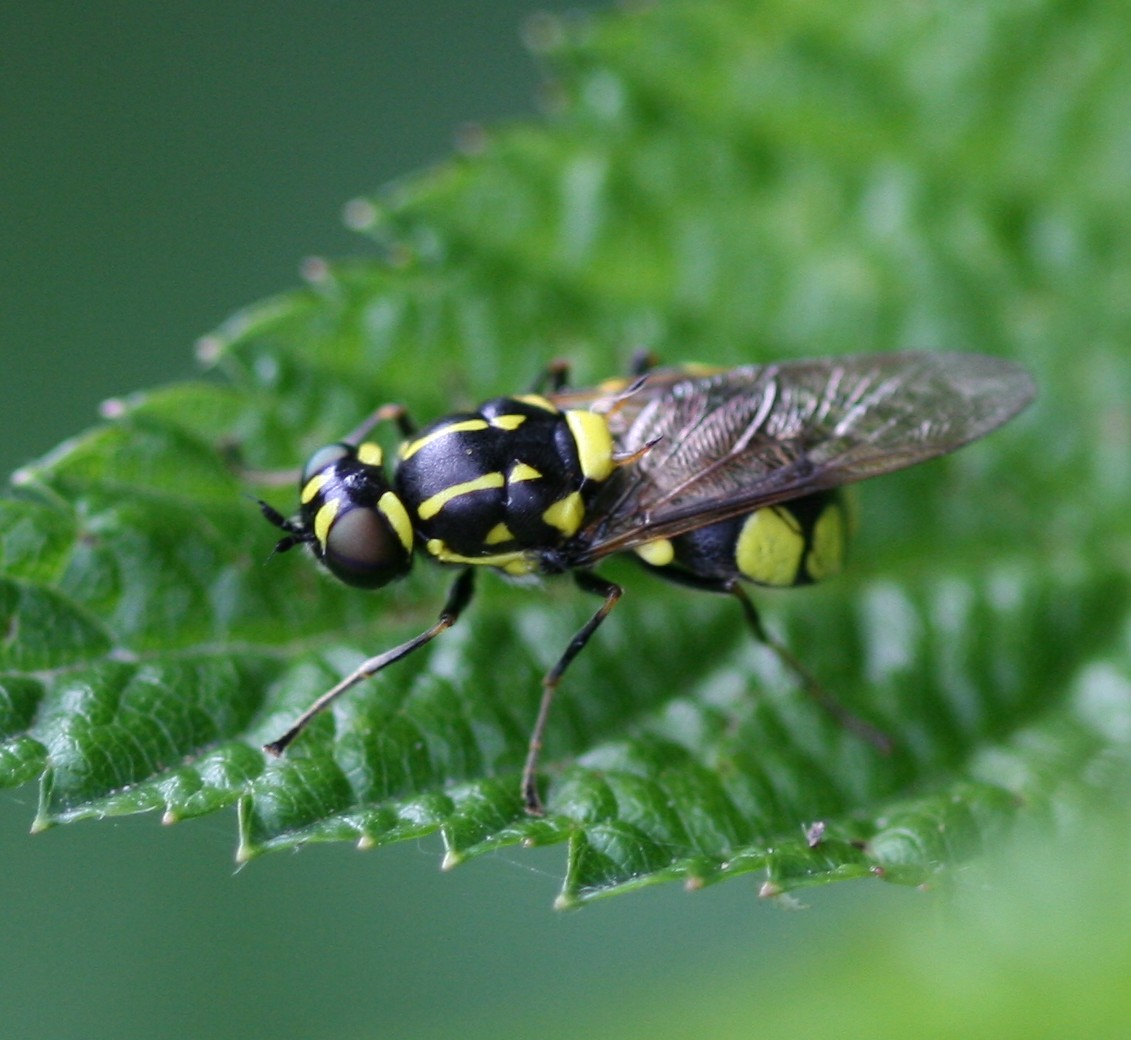
Oxycerini, Oxycera
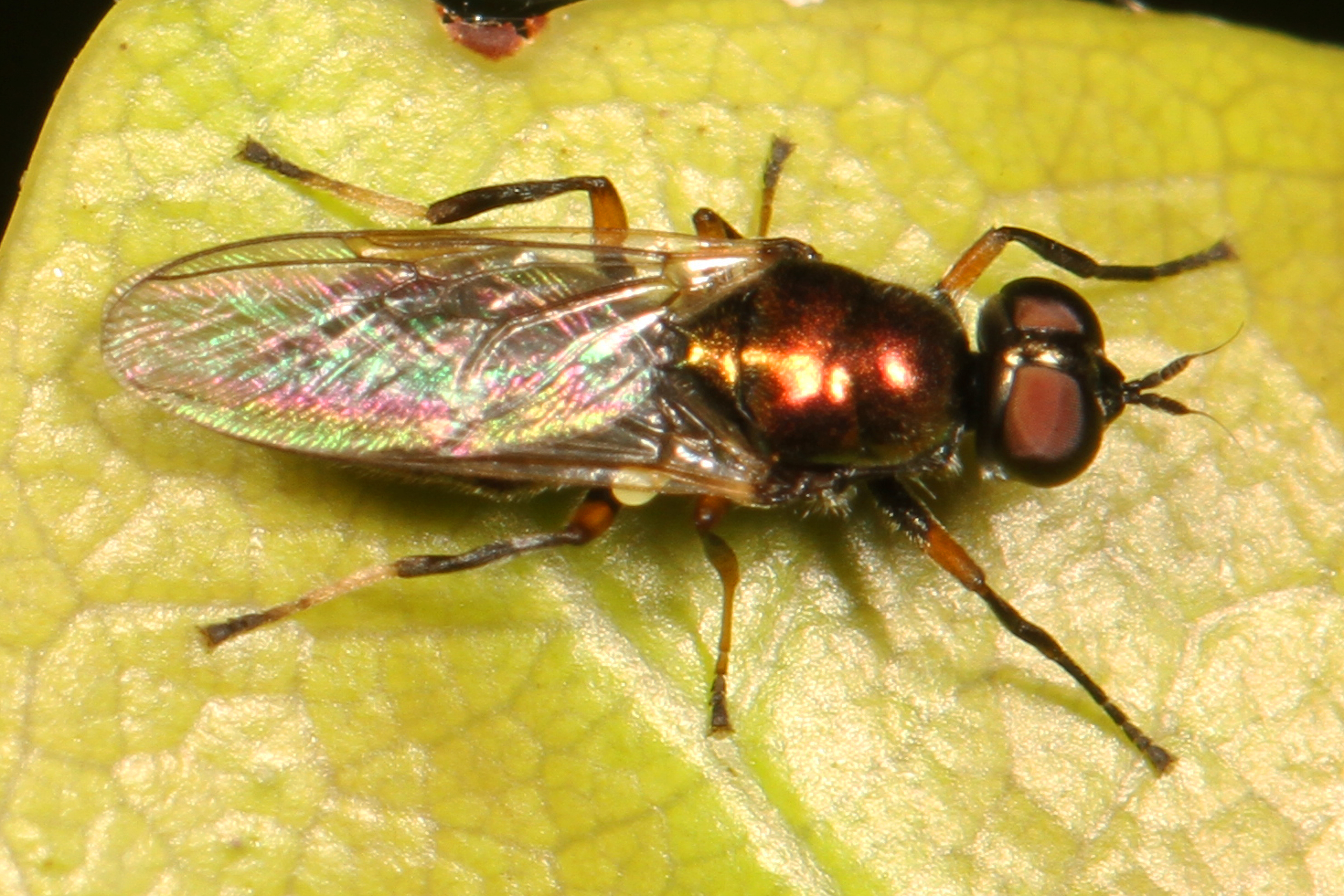
Prosopochrysini, Nothomyia
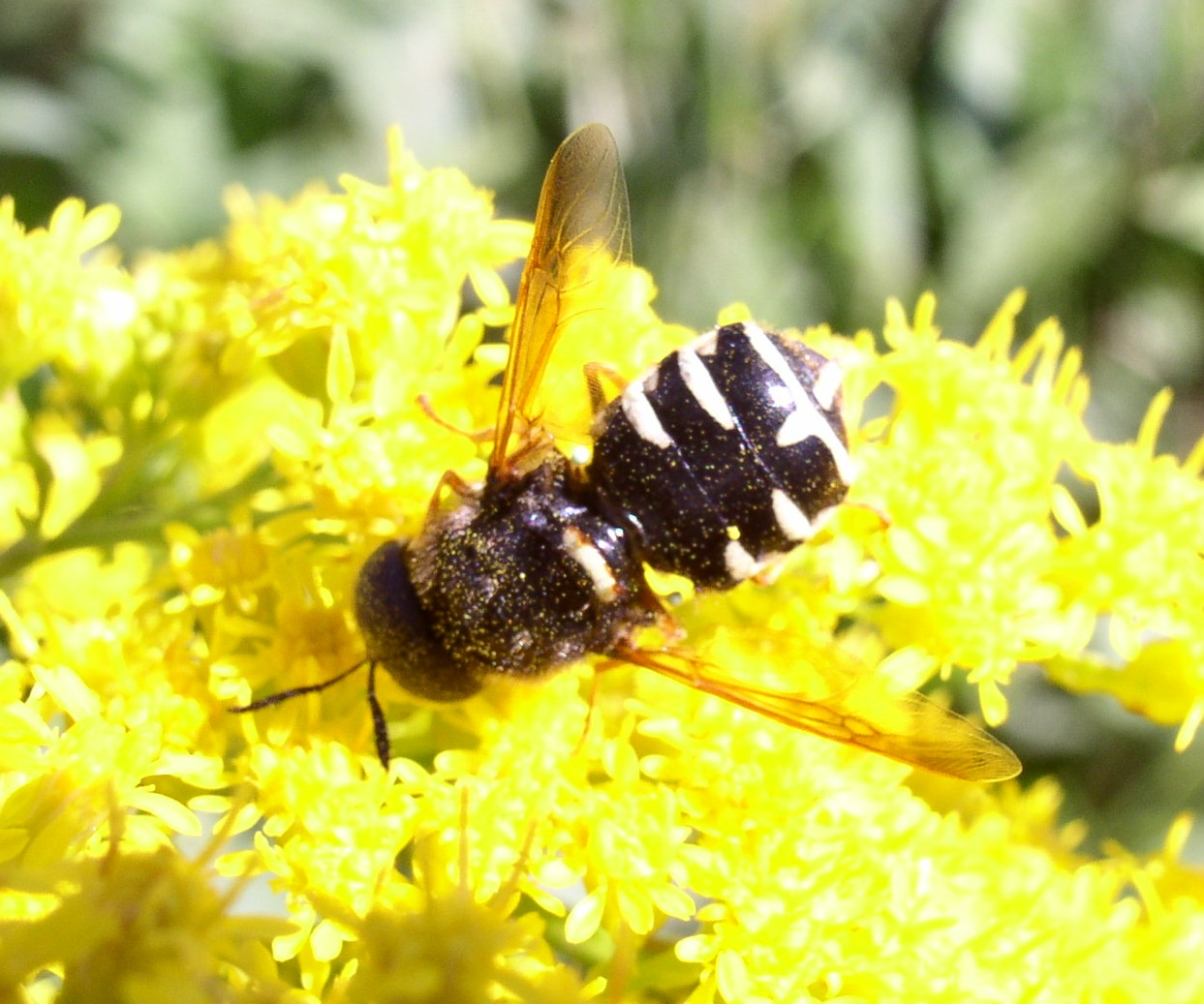
Stratiomyini, Stratiomys

## Классификация
Крупнейшее подсемейство мух-львинок, которое делится на три трибы Stratiomyini, Oxycerini и Prosopochrysini. Включает 46 родов и 645 видов.
Триба Oxycerini
- Caloparyphus James, 1939
- Euparyphus Gerstaecker, 1857
- Oxycera Meigen, 1803
- Oxycerina Rozkošný & Woodley, 2010
- Vanoyia Villeneuve, 1908

Триба Prosopochrysini
- Acanthasargus White, 1914
- Cyphoprosopa James, 1975
- Exochostoma Macquart, 1842
- Hoplistopsis James, 1950
- Melanochroa Brauer, 1882
- Myxosargus Brauer, 1882
- Nothomyia Loew, 1869
- Prosopochrysa Meijere, 1907
- Rhaphiocerina Lindner, 1936

Триба Stratiomyini
- Afrodontomyia James, 1940
- Alliocera Saunders, 1845
- Anopisthocrania Lindner, 1935
- Anoplodonta James, 1936
- Catatasis Kertesz, 1912
- Chloromelas Enderlein, 1914
- Crocutasis Lindner, 1935
- Cyrtopus Bigot, 1883
- Dischizocera Lindner, 1952
- Gongroneurina Enderlein, 1933
- Hedriodiscus Enderlein, 1914
- Hoplitimyia James, 1934
- Metabasis Walker, 1851
- Nyassamyia Lindner, 1980
- Odontomyia Meigen, 1803
- Oplodontha Rondani, 1863
- Pinaleus Bezzi, 1928
- Promeranisa Walker, 1854
- Psellidotus Rondani, 1864
- Rhingiopsis Roder, 1886
- Scapanocnema Enderlein, 1914
- Stratiomyella James, 1953
- Stratiomys Geoffroy, 1762
- Systegnum Enderlein, 1917
- Zuerchermyia Woodley, 2001
- Zulumyia Lindner, 1952

## Распространение
Представители подсемейства встречаются во всех зоогеографических областях. В Палеарктике 12 родов и 115 видов.